# بدون ضرب‌وشتم (فیلم ۱۹۸۶)
بدون ضرب‌وشتم (به انگلیسی: Off Beat) فیلمی محصول سال ۱۹۸۶ و به کارگردانی مایکل دینر است. در این فیلم بازیگرانی همچون جاج رینهولد، مگ تیلی، کلیاوانت درکیز، ژاک دآمبوس، هاروی کایتل، جان تورتورو، جو مانتگنا، ایمی رایت، آنتونی زربی، جولی بوواسو، ویکتور آرگو، پن جیلت، مایک استار، جان کیپلاس، ویلیام سدلر، کریس نوت، آستین پندلتن و جیمز تولکان ایفای نقش کرده‌اند.